# Kristo Tohver
Kristo Tohver (Harjumaa, 1981. június 11. –) észt nemzetközi labdarúgó-játékvezető. Polgári foglalkozása, egy golfklub ügyvezető igazgatója.

## Pályafutása

### Nemzeti játékvezetés
A játékvezetői vizsgát 1994-ben tette le, 2007-ben lett hazája legfelső szintű labdarúgó-bajnokságának játékvezetője.

### Nemzetközi játékvezetés
Az Észt labdarúgó-szövetség Játékvezető Bizottsága (JB) 2008-ban terjesztette fel nemzetközi játékvezetőnek, a Nemzetközi Labdarúgó-szövetség (FIFA) bíróinak keretébe. Több nemzetek közötti válogatott és klubmérkőzést vezetett vagy asszisztensként segített. UEFA besorolás szerint a 4. kategóriába tevékenykedik.

#### Európa-bajnokság
Szerbiában rendezték a 2011-es U17-es labdarúgó-Európa-bajnokság nyolcas döntőjét, ahol az UEFA JB asszisztensként foglalkoztatta.
| Időpont         | Helyszín                   | Mérkőzés típusa        | Mérkőzés              | Eredmény |
| --------------- | -------------------------- | ---------------------- | --------------------- | -------- |
| 2011. május 3.  | FK Obilić Stadion, Belgrád | selejtező (B. csoport) | Csehország–Románia    | 1 : 1    |
| 2011. május 9.  | FK Inđija Stadion, Ingyia  | selejtező (A. csoport) | Anglia–Szerbia        | 3 : 0    |
| 2011. május 15. | Karađorđe Stadion, Újvidék | döntő                  | Németország–Hollandia | 2 : 5    |

## Magyar vonatkozás
2011-es U17-es labdarúgó-Európa-bajnokság döntőjében Tóth Vencel lehetett az első számú asszisztense.